# Winoa
Winoa est une entreprise française, numéro un mondial de la production et de la vente de grenailles d’acier, spécialisée dans le traitement et la transformation des surfaces métalliques, ainsi que la découpe de la pierre.

## Activité
Winoa est le leader mondial de la grenaille d’acier, depuis sa production jusqu’à sa vente et la délivrance des services associés. Ces billes de métal obtenues à partir d’acier coulé, de forme ronde ou angulaire (après broyage des rondes), s’utilisent pour le grenaillage de pièces industrielles et constituent l’alternative écologique au sablage pour le nettoyage et la préparation de surfaces.

## Implantation
La société Winoa est implantée au Cheylas, en Isère où elle a été créée où elle dispose d’une usine (qui s’ajoute aux 8 autres implantations industrielles mondiales en Espagne, au Canada, en Corée du Sud, au Japon, en Slovénie, au Brésil, en Thaïlande et en Russie), d’un centre de recherche et d’un centre d'essais. 180 personnes travaillent sur le site.

## Historique
La société est créée en 1961. Il s’agit à l’origine d’une coentreprise entre une filiale du groupe français Wendel et l'américain Wheelabrator corporation. La société prendra le nom de WINOA à l’occasion de son 50e anniversaire en 2011.
Dans les années 1980, le groupe se développe grâce à des acquisitions au Royaume-Uni, en Italie, au Canada et aux États-Unis. Son développement se poursuit dans les années 1990 en République Tchèque, en Espagne, en Autriche, en Slovénie, en Afrique du Sud, au Brésil et en Asie (Chine, Corée, Thaïlande, Japon).
En 2005, Winoa est acquise par LBO France.
En 2014 le fonds KKR reprend l’entreprise qui a souffert de la crise de 2009, lorsque les secteurs qui comptent parmi ses principaux débouchés ont fortement ralenti (automobile, sidérurgie et construction). Le groupe, restructuré, se concentre sur trois zones : la Russie, l’Inde, et l’Asie du Sud-Est.
Après trois ans de redressement, le 21 mars 2017, KPS Capital Partner LP en devient l’actionnaire majoritaire. 
En 2021, Winoa est acquise par le fonds d'investissement Blackstone.
En 2023, Winoa est acquise par le groupe japonais Sintokogio Limited (Sinto), un leader mondial des technologies de traitement de surface.